# Portsmouthplatz
Der Portsmouthplatz ist ein etwa 12.000 m² großer Platz in Duisburg. Er ist der Vorplatz des Duisburger Hauptbahnhofes und nach der englischen Partnerstadt Portsmouth benannt.

## Geschichte
Der Bahnhofsvorplatz entstand zwischen 1931 und 1934 im Zuge des Neubaus des Duisburger Hauptbahnhofes. Mit Inbetriebnahme des neuen Bahnhofs erhielten die aus Düsseldorf und dem Süden der Stadt kommenden Straßenbahnen eine neue Endhaltestelle in Tieflage vor dem Bahnhof und unterhalb des heutigen Platzes. Treppen führten die Fahrgäste zum Bahnhofseingang.
Am 24. April 1955 begann die Stadt mit dem Bau der ersten deutschen Stadtautobahn, die nach ihrer Fertigstellung ab Mai 1957 unter die Bahnhofsplatte führte. Die Straßenbahn wurde auf die dem Vorplatz parallel verlaufende Mercatorstraße verlegt.
In Erinnerung an eine der ersten deutsch-britischen Städtepartnerschaften erhielt der Platz im Jahre 1982 den heutigen Namen.
Im Zuge der Verbreiterung der Bundesautobahn 59, der nach dem Bau lange Zeit Nord-Süd-Straße genannten Stadtautobahn, erhielt der Platz seine heutige Größe: die ausgebaute Bundesautobahn wurde im Herbst 2010 mit einer 3000 m² großen Bahnhofsplatte abgedeckt.
Im Charrette-Verfahren wurde 2013 die Neugestaltung des Platzes diskutiert. Bis September 2017 soll der Bahnhofsvorplatz ein neues Gesicht bekommen.